# کتاب سلیم بن قیس هلالی
اسرار آل محمد، با نام اصلی کتاب سلیم بن قیس هلالی، نوشتهٔ سلیم بن قیس هلالی از قدیمی‌ترین کتب تاریخ بعد از پیامبر است. این کتاب که با داشتن حداقل چهار نسخه تا حد زیادی حفظ شده و اکنون در دسترس است.

## نام
در روایت‌های امامان شیعه از این کتاب به «کتاب سلیم بن قیس» یاد شده‌است. بعدها برخی کتاب را «کتاب السقیفه» و برخی «کتاب اسرار آل محمد» نام نهاده‌اند.

## قدمت
طبق نقل الفهرست ابن ندیم این کتاب نخستین تألیف شیعه و نیز تنها کتاب باقی‌مانده حدیثی و تاریخی از قرن اول هجری است. به گفت مدرسی، این کتاب یکی از قدیمی‌ترین کتاب‌هایی است که به دست مسلمانان نوشته شده و متن اصلی آن هنوز باقی است. به نوشته مدرسی هسته اصلی کتاب که تا حد زیادی در نسخه فعلی حفظ شده‌است، مربوط به دوره هشام بن عبدالملک خلیفه اموی در فاصله سال‌های ۱۰۵ تا ۱۲۵ هجری است.

## محتوا
این کتاب شامل۹۹ روایت در سه نوع است:
- روایات نوع اول که اغلب طولانی اند. حدود نیمی از روایات سخنان علی (امام اول شیعیان و خلیفهٔ چهارم اهل تسنن) دربارهٔ حق خود برای جانشینی پیامبر اسلام است؛ و نیم دیگر آن مکالمات و نامه نگاری‌های او. بخشی از هر حدیث نیز توصیف موقعیتی ست که این سخنان در آن گفته شده.
- روایات نوع دوم در قالب فضایل و مناقب اهل بیت، امام‌شناسی و… برای پشتیبانی از ادعاها و سخنان علی، قبل یا بعد از روایات نوع اوّل آمده‌اند.
- روایات نوع سوم برای درک مطالب مربوط به حدیث بعدی در آن جا آورده شده‌اند و محتوایی کاملاً متفاوت دارند. مانند حوادثی که منجر به سخنرانی‌های علی بن ابیطالب می‌شوند.

نسخهٔ فعلی شامل اضافات آشکاریست که بعداً به کتاب افزوده شده‌است. در چاپ‌های جدید نیز، توضیحات زیادی افزوده شده، امّا همه به گونه‌ای هستند که با متن کتاب سلیم اشتباه نمی‌شوند؛ مانند پیش نویس‌ها و پاورقی‌ها.

## اهمیت کتاب
این کتاب مستند روایات نبوی در مورد مهدی است. اینکه محمد به پیروان خود در مورد مردی از نسل حسین بن علی وعده داده بود که اسلام را با حذف بدعتها تطهیر می‌کند.
کتاب ادعا می‌کند که سلمان المحمدی، مقداد بن اسود، عمار بن یاسر، عبدالله بن جعفر، ابوالهیثم بن تیهان، خزیمه بن ثابت و ابو ایوب گفته‌اند که محمد در غدیر خم گفت:
«ای مردم، ولایت تنها به علی بن ابی طالب و وصی از ذریه من، نوادگان برادرم علی تعلق می‌گیرد، او نخستین و دو پسرش حسن و حسین پیاپی جانشین او می‌شوند، از قرآن جدا نمی‌شوند تا به سوی خدا بازگردند». بیشتر کتاب به‌طور مستقیم به خود محمد نسبت داده شده‌است.

## صحت مطالب
موضوع کتاب اختلاف مذهب تشیع و تسنن است؛ نظرات زیاد و گوناگونی از طرف علمای شیعه و سنّی در مورد کتاب وجود دارد:
اغلب علمای شیعه و برخی از بزرگان و علمای اهل سنت در تاریخ، صحت مطالب کتاب را تأیید کرده‌اند؛ و برخی دیگر بر صحت مطالب کتاب تشکیک کرده‌اند.
- در چاپ جدید این کتاب با نام «اسرار آل محمد» بخشی شامل ۱۰۸ صفحه در مورد سلیم بن قیس و صحت کتاب او و علمایی که صحت کتاب را تأیید کرده‌اند نگاشته شده‌است.

### نظرات موافق
1. ابن ندیم: نخستین کتابی که برای شیعه ظاهر شد همین کتاب سلیم بن قیس مشهور است. ولی وی بر قول نویسنده علوی علی بن احمد العقیق (درگذشت ۹۱۱) تکیه کرده‌است.[۶]
2. قاضی بدرالدین سبکی: نخستین کتابی که در شیعه تألیف شد کتاب سلیم است.[۷]
3. ملاحیدرعلی فیض آبادی: صحت این کتاب نزد محققین شیعه مورد اتفاق است… چرا که همه علوم این کتاب به ائمه می‌رسد.[۸][۹]

### نظرات مخالف
حسین مدرسی او را بدین ترتیب توصیف می‌کند: «بدیهی است که چنین شخصی هرگز وجود نداشته و این نام فقط یک نام قلمی است».
علمای دیگر مانند محمدعلی امیرمعزی در رد تاریخی بودن سلیم بن قیس احتیاط بیشتری داشته‌اند، اما بر نادرست بودن انتساب مجموعه احادیث شیعه به او اتفاق نظر دارند.
دانشمند شافعی اهل سنت ابن ابی الحدید، وجود سلیم را زیر سؤال برده و گفته‌است: «شنیده‌است» برخی از علمای شیعه دوازده امامی ادعا می‌کنند که سلیمان «یک اختراع کاملاً خیالی» است و «کتاب ادعایی او چیزی جز جعلیات نیست».
علمای اثنی عشری احمد بن عبیده (درگذشت ۹۴۱) و ابوعبدالله الغضنفری (درگذشت ۱۰۲۰) انکار وجود کتاب سلیمان را بر سه دلیل استوار کردند:
۱-بخشی از کتاب بیان می‌کند که سیزده امام به جای ۱۲ امام وجود داشته‌اند.
۲-بخش دیگری بیان می‌کند که محمد بن ابوبکر پدر در حال مرگش ابوبکر را با وجود اینکه کودکی سه ساله بود رد کرد.
۳-کتاب صرفاً به آبان بن ابی عیاش منتقل شده‌است، اما او تنها چهارده سال داشته‌است.
علامه حلی، محقق برجسته اثنی عشری، نظریات مربوط به عدم وجود سلیم را رد می‌کند، اگرچه جبلی معتقد است «استدلال حلی برای از بین بردن چنین شبهاتی قانع کننده نیست».